# Trichorondibilis rufipennis
Trichorondibilis rufipennis là một loài bọ cánh cứng trong họ Cerambycidae.